# 結婚しない女
『結婚しない女』（けっこんしないおんな、An Unmarried Woman）は、1978年のアメリカ合衆国のドラマ映画。
監督はポール・マザースキー、出演はジル・クレイバーグとアラン・ベイツなど。
ニューヨークを舞台に、結婚16年目で子育ての苦労からは解放されたものの、夫から浮気を告白されて別居することになった女性を描いた都会派人間ドラマの秀作とされる女性映画である。
主演のジル・クレイバーグが第31回カンヌ国際映画祭において女優賞を受賞している。
また1970年代後半の米国で、それまでよりも自由な生き方を選ぶ、新たなヒロイン像が支持された「女性映画ブーム」の中、結婚という価値観に疑問を呈した内容が当時としては斬新だったことで、タイトルが流行語にもなった。

## ストーリー
ニューヨークに暮らす夫婦エリカとマーティン。エリカは画廊で働き、夫マーティンはウォール街の証券マン。ふたりの間には15歳の娘パティーもいる。
ある日エリカはマーティンから1年前からマーシャという女教師と関係していると打ち明けられ大きなショックを受ける。離婚の決意をしたエリカはパティーにその事を告げるがパティーは泣きながら、もう父親には会わないと誓う。
マーティンと別れたエリカは主治医に診てもらい、気晴らしに男と遊んではどうかと言われる。そんな時にパティーがボーイフレンドと寝室で抱き合っているのを発見し、思い余って仕事場のマーティンのところへ行くが、そこでマーティンが近くマーシャと再婚することを知る。寂しさに耐えられなくなったエリカは女精神科医タニアに相談に行き、大いに飛び回れと勧められる。 
エリカは画廊の主人チャーリーとの情事を経て、抽象画家ソールと関係する。ソールもまた離婚経験者であり2人の子供はバーモントに住んでいた。ある日、画廊でエリカとソールはチャーリーと鉢合わせする。エリカに無礼な振る舞いをするチャーリーに本気で怒りをあらわにするソールにエリカは徐々に惹かれ始める。ソールとの出会いによって久しぶりに満ち足りた日々を送るエリカの前にマーティンが現れ、マーシャに捨てられたので、よりを戻したいと申し入れるがエリカはそれを断る。 
夏が来た。ソールはエリカにパティーと共にバーモントに来ないかと誘うが、既に自立の道を歩み始めていたエリカはその申し出を断る。ソールがバーモントに出発する日、ビルから綱で降ろされた自作の大きな絵をプレゼントする。エリカは大きなキャンバスを両手で抱え、新しい出発点となる自分のアパートへ向かうのだった。

## キャスト
| 役名       | 俳優                   | 日本語吹き替え | 役柄                                             |
| ---------- | ---------------------- | -------------- | ------------------------------------------------ |
| エリカ     | ジル・クレイバーグ     | 吉野佳子       | 結婚16年の主婦。画廊で働いている。               |
| ソール     | アラン・ベイツ         | 石田太郎       | 抽象画家。エリカの情夫。                         |
| マーティン | マイケル・マーフィー   | 阪脩           | エリカの夫。ウォール街の証券取引所で働いている。 |
| チャーリー | クリフ・ゴーマン       | 仲木隆司       | エリカが働く画廊の主人。女好き。エリカの情夫。   |
| パティー   | リサ・ルーカス         | 千秋史子       | エリカの娘。高校生。                             |
| エレイン   | ケリー・ビショップ     | 此島愛子       | エリカの親友。                                   |
| スー       | パトリシア・クイン     | 藤夏子         | エリカの親友。                                   |
| ジャネット | リンダ・ミラー         | 浅井淑子       | エリカの親友。                                   |
| ボブ       | アンドリュー・ダンカン | 山内雅人       |                                                  |

- その他の声の吹き替え - 平林尚三、有馬瑞香、松岡文雄、水島裕、遠藤晴、 青木和代、 塩沢兼人
  - 演出： 福永莞爾、翻訳：古田由紀子、調整： 金谷和美、効果： 新音響、制作：コスモプロモーション
  - 吹き替え初回放映 - 1980年11月26日 日本テレビ 『水曜ロードショー』

## 作品の評価

### 映画批評家によるレビュー
Rotten Tomatoesによれば、批評家の一致した見解は「ジル・クレイバーグは、ニューヨーク市の生活を鋭く観察し、生き生きと描いたこの作品の中で、結婚生活を失った女性が自分自身を見つけることになるという不思議な役どころを演じている。」であり、26件の評論のうち高評価は92%にあたる24件で、平均点は10点満点中7.20点となっている。

### 受賞歴
| 映画祭・賞                         | 部門                    | 候補                 | 結果       |
| ---------------------------------- | ----------------------- | -------------------- | ---------- |
| 第51回アカデミー賞                 | 作品賞                  |                      | ノミネート |
| 第51回アカデミー賞                 | 主演女優賞              | ジル・クレイバーグ   | ノミネート |
| 第51回アカデミー賞                 | 脚本賞                  | ポール・マザースキー | ノミネート |
| 第36回ゴールデングローブ賞         | 作品賞 (ドラマ部門)     |                      | ノミネート |
| 第36回ゴールデングローブ賞         | 主演女優賞 (ドラマ部門) | ジル・クレイバーグ   | ノミネート |
| 第36回ゴールデングローブ賞         | 監督賞                  | ポール・マザースキー | ノミネート |
| 第36回ゴールデングローブ賞         | 作曲賞                  | ビル・コンティ       | ノミネート |
| 第36回ゴールデングローブ賞         | 脚本賞                  | ポール・マザースキー | ノミネート |
| 第31回カンヌ国際映画祭             | 女優賞                  | ジル・クレイバーグ   | 受賞       |
| 第44回ニューヨーク映画批評家協会賞 | 脚本賞                  | ポール・マザースキー | 受賞       |
| 第4回ロサンゼルス映画批評家協会賞  | 脚本賞                  | ポール・マザースキー | 受賞       |